# Troleibuzele din Vaslui
Rețeaua de troleibuz din Vaslui asigură transportul electric din oraș. Rețeaua a fost inaugurată în 1 mai 1994 și închisă în 2009, apoi redeschisă pentru o scurtă perioadă în 2016. Datorită defectării materialului rulant, circulația troleibuzelor a fost din nou suspendată. La începutul anului 2020 a fost semnat contractul de finanțare pentru achiziționarea a 10 troleibuze. Cele 10 unități vor fi furnizate de către compania poloneză Solaris, contractul fiind semnat în vara anului 2021. Acestea au fost livrate în luna martie a anului 2023. Începând cu data de 4 august 2023, troleibuzele sunt funcționale și circulă pe traseul Moara Grecilor - Gară.

## Traseu
Rețeaua include un singur traseu, care, inițial, asigura legătura între Gara Vaslui și fosta fabrică „Textila”. Ca urmare a reabilitării rețelei de troleibuz, traseul a fost extins până în Moara Grecilor, localitate componentă a Vasluiului.

## Vehicule
La momentul inaugurării rețelei, au fost achiziționate 5 troleibuze ROCAR 217E, produse în anul 1994. Acestea au fost retrase din circulație în 2009, urmând ca, în 2015, să fie achiziționate 3 troleibuze articulate Gräf & Stift, aduse din Austria. Acestea au circulat pentru scurt timp, fiind retrase din circulație în 2016, din cauza unor defecțiuni tehnice. 10 troleibuze, marca Solaris, contractate în anul 2021 au sosit în luna martie a anului 2023, ultimele exemplare. Acestea vor fi puse în trafic, după verificarea stației de înaltă tensiune precum și autorizarea personalului, șoferi, mecanici. 
| Model                  | Tip                              | Număr unități | An cumpărare | An fabricație | An retragere | Obs. |
| ROCAR 217E             | troleibuz articulat (18 metri)   | 5             | 1994         | 1994          | 2009         | Au fost 5 bucăți, achiziționate în 1994. Retrase din circulație în 2009, în prezent fiind casate. |
| Gräf & Stift GE112 M16 | troleibuz articulat (18 metri)   | 3             | 2015         | 1991-1994     | 2016         | Sunt 3 bucăți, achiziționate în 2015 din orașul austriac Salzburg. Retrase din circulație în 2016 din cauza unor defecțiuni tehnice, în prezent fiind conservate. |
| Solaris Trollino 12M   | troleibuz nearticulat (12 metri) | 10            | -            | -             | -            | Toate cele 10 troleibuze au fost livrate, ultimele fiind livrate în luna martie a anului 2023, fiind efectuate teste, instruirea și autorizarea personalului. Începând cu data de 4 august 2023, troleibuzele au început să circule în serviciul regulat de transport călători. |